# Lafaiete Coutinho
Lafaiete Coutinho är en kommun i Brasilien.   Den ligger i delstaten Bahia, i den östra delen av landet, 900 km öster om huvudstaden Brasília. Antalet invånare är 3 901.
Omgivningarna runt Lafaiete Coutinho är huvudsakligen savann. Runt Lafaiete Coutinho är det ganska glesbefolkat, med 26 invånare per kvadratkilometer.